# Wet openbaarmaking uit publieke middelen gefinancierde topinkomens
De Wet openbaarmaking uit publieke middelen gefinancierde topinkomens (Wopt of WOPT) was een Nederlandse wet die in 2006 is vastgesteld. Doel is de openbaarmaking van zogenaamde topinkomens.
Per 1 januari 2013 in de Wopt vervangen door de wet Wet normering topinkomens. De wet is per 1 januari 2013 vervallen.

## Openheid over topinkomens bij overheden, woningcorporaties en instellingen
Overheden, woningcorporaties en instellingen die grotendeels met overheidsgeld gefinancierd worden zijn verplicht de topinkomens zelf te publiceren in een jaarrekening en deze digitaal aan te melden via de internetsite van het ministerie van Binnenlandse Zaken en Koninkrijksrelaties (BZK).
Een topinkomen is hoger dan het gemiddelde belastbare loon van de ministers (de zogeheten balkenendenorm). Dit gemiddelde belastbare jaarloon is voor 2010 vastgesteld op € 193 000,- (was in 2009 € 188 000,-). In 2008 zijn 2636 organisaties aangeschreven om een opgave te doen. 97% daarvan hebben informatie verstrekt.

## Openbaarmaking door de minister BZK
Het ministerie zal ter vergemakkelijking van de beschikbaarheid van de informatie voor de Tweede Kamer een totaaloverzicht samenstellen, dat wordt aangeboden aan het parlement. Dit overzicht bevat tevens het stijgingspercentage van het inkomen van de desbetreffende functionarissen, gebaseerd op het voorafgaande jaar en het jaar daarvoor.

## Evaluatie
Na drie jaar is de wet geëvalueerd. Wanneer zou blijken dat de uit publieke middelen bekostigde topsalarissen sterk blijven stijgen, of als blijkt dat de openbaarheid van deze inkomens onvoldoende is toegenomen, zou worden bezien welke aanvullende maatregelen zullen moeten worden getroffen. De evaluatiecommissie constateert dat de Wopt beter kan maar een effectief instrument is om de primaire beleidsdoelstelling te realiseren.
De Kabinetsreactie op de evaluatie :
- Het kabinet wenst de openbaarmaking en de normering in één wet te regelen. De Wopt wordt ingetrokken en hiervoor in de plaats komt de wet normering uit publieke middelen gefinancierde beloning van topfunctionarissen (WNT).
- In de WNT komt één definitie voor bezoldiging en één bedrag voor zowel de normering als de openbaarmaking.